# Loren Cunningham
Loren Duane Cunningham (* 30. Juni 1935 in Taft, Kalifornien; † 6. Oktober 2023 in Kailua-Kona) war ein US-amerikanischer Pastor der Assemblies of God, 1960 Gründer der internationalen charismatischen christlichen Organisation Youth With A Mission (YWAM, deutsch: Jugend mit einer Mission, JMEM) und 1978 Gründer und Präsident der University of the Nations (UofN). Als christlicher Autor ist er mit dem 1984 veröffentlichten Buch Is that really You, God? bekanntgeworden, das viele Auflagen erfuhr und in viele weitere Sprachen so auch ins Deutsche unter dem Titel Bist du es Herr? übersetzt wurde. 

## Leben
Cunningham wuchs in einer Familie auf, die seit Generationen Pastoren, Bibellehrer, Evangelisten und Gemeindegründer hervorbrachte. Seine Eltern Tom and Jewell Cunningham waren Reiseprediger und Gemeindegründer im Südwesten der USA bei der großen pfingstlichen Denomination Assemblies of God und waren mit ihren drei Kindern Phyllis, Loren und Janice unterwegs. Im Alter von 13 Jahren erhielt Loren seinen Ruf für den Missionsdienst während eines Jugendtreffens in Fayetteville in Arkansas. Er besuchte die High School in West Los Angeles an der Universität High und schloss im Dezember 1952 ab. 1953 machte er seine ersten Missionseinsätze, so um Ostern mit elf anderen Jugendlichen in Mexiko. Danach studierte er am Santa Monica City College, an der University of California, Los Angeles (UCLA) und am Central Bible Institute and Seminary (CBI) in Springfield in Missouri. Das Bibelinstitut war den Assemblies of God angegliedert. Cunningham präsidierte die Studentenvereinigung, er sang in einem Quartett namens The King’s Magnifiers und schloss 1957 mit einem Abschluss in christlicher Erziehung, Bibel und Theologie ab. 1956, noch während seiner Ausbildungszeit, sah er seinen Erzählungen zufolge in einer Art Vision eine Weltkarte mit Wellen junger Menschen, die sich über die ganze Welt ausbreiteten und das Evangelium von der Liebe Gottes verbreiteten.
Cunningham kehrte dann wieder nach Kalifornien zurück, wo er Jugendpastor und musikalischer Direktor an der Calvary Assembly in Inglewood wurde. Gleichzeitig studierte er weiter und erhielt 1958 einen B.A. in Bildung/Erziehung und im Januar 1960 einen M.S. in Administration und Supervision von der University of Southern California (USC). Im Juli 1960 trat er von seiner Pastorenstelle zurück, um in Asien und Europa Missionare zu besuchen und dort in Kirchen zu predigen. Dabei erkannte er das große Bedürfnis, unterschiedliche Menschen zusammenzubringen und sie für die Weitergabe des Evangeliums auszubilden. So gründete er im gleichen Jahr die Organisation Youth With A Mission YWAM (deutsch: Jugend mit einer Mission JMEM). Er war 1978 auch der Mitbegründer, Vorsitzender und Leiter der University of the Nations (deutsch: Universität der Nationen), die ihren Hauptsitz in Kailua-Kona auf Hawaii hat. Seither hat sich diese Ausbildungsstätte auf 300 verschiedene UofN-Kurse in 100 Sprachen und auf 550 JMEM-Basen ausgeweitet. Zusammen mit der von ihm gegründeten YWAM wurden vielerorts auch medizinische Kliniken und an 1.000 Orten weltweit Projekte für Waisen und Straßenkinder ins Leben gerufen, um das Leben benachteiligter Menschen zu transformieren und deren Verhältnisse zu verbessern.
Insgesamt legte Cunningham auf seinen Reisen über sechs Millionen Meilen zurück, um in alle Staaten auf allen Kontinenten zu gehen, mit dem Ziel das Evangelium von Jesus Christus zu verkündigen. 1999 konnte er als letzten Staat Libyen besuchen. Cunningham beschrieb seinen Lebensweg sowie seine Vision und die Entstehung JMEMs in seinem Buch Bist du es, Herr? (englisch: Is that really you, God?).

## Familie
Cunningham war mit Darlene Scratch, einer Tochter von Ed und Enid Scratch, die Pastoren der Assemblies of God im kalifornischen Redwood City waren, verheiratet. Sie hatten zwei Kinder und drei Enkelkinder.

## Schriften (Auswahl)
- Is that really You, God?, 1984, ISBN 1-57658-244-2.
- Winning God's Way, später: Making Jesus Lord: The Dynamic Power of Laying Down Your Rights, YWAM Publishing, 1989, ISBN 1-57658-012-1.
- Daring to live on the Edge, YWAM Publishing, 1991 und 2011, ISBN 0-927545-06-3.
- Why not Women?, YWAM Publishing, 2000 und 2011, ISBN 1-57658-183-7.
- The Book that transforms Nations, YWAM Publishing 2007, ISBN 1-57658-381-3.
- We can end Bible poverty now. A Challenge to Spread the Word of God Globally, ISBN 978-1-57658-991-5.

### Deutsche Übersetzungen
Cunninghams Schriften wurden in viele Sprachen übersetzt, so auch ins Deutsche:
- mit Janice Rogers: Bist Du es, Herr? Die Entstehungsgeschichte von Jugend mit einer Mission, JMEM Verlag, Tübingen 1984, ISBN 978-3-88076-020-2 (mehrere Auflagen).
- Siegreich auf Gottes Art, ISBN 3-931822-03-6.
- mit David Joel Hamilton und Janice Rogers: Warum nicht? Frauen in christlich-kirchlichen Führungspositionen, JMEM und Fontis Verlag, 2014, ISBN 978-3-98163-280-4.
- Leben auf des Messers Schneide. Das Abenteuer im Umgang mit Glauben und Finanzen, JMEM, ISBN 3-927772-94-1.
- Das Buch, das Nationen transformiert. Die Kraft der Bibel jede Nation zu verändern, William Carey Verlag, 2014, ISBN 978-3-944108-35-3.